# Храм Архангела Михаила (Архангельское)
Храм Архангела Михаила — приходской православный храм в посёлке Архангельское городского округа Красногорск Московской области, на территории усадьбы Архангельское. Входит в состав Красногорского благочиния Одинцовской епархии Русской православной церкви.
Памятник архитектуры федерального значения. Храм возвышается на высоком берегу Москвы-реки. Особенностью храма является необычное расположение приделов по диагонали от основного здания и конструкция сводчатых перекрытий, опирающихся только на два столпа.

## История
Храм, являющийся самой старинной постройкой на территории усадьбы, возведён в 1660—1667 годах на месте деревянной церкви XVI века. Её строителем, вероятно, был Павел Потехин, крепостной зодчий князя Никиты Одоевского, построивший для него схожий храм в усадьбе Никольское-Урюпино.
Изначально к четверику церкви примыкали с юго-запада и северо-востока два диагонально расположенных придела. И церковь, и приделы завершались пирамидально сложенными кокошниками — у центральной части было четыре ряда кокошников, у приделов — три. Все три объема имели завершения одной главкой в виде луковицы (так называемый «огненный» храм). Световой барабан церкви прорезан узкими окошками, держится на дополнительных сводчатых частях (распалубке), врезанных в основной сомкнутый свод. Таким образом, храм, снаружи выглядящий миниатюрным, получает просторное и высокое внутреннее помещение. Небольшие окна храма обрамлены простыми наличниками, в каждой из апсид — по три окна.
В начале XVIII века новый хозяин усадьбы Д. М. Голицын убрал все строения неподалёку от церкви — боярский двор с жилой господской частью, баней и усадебными «службами», а также сад и огород. Сам храм подвергся частичной перестройке в начале XIX века уже при Юсуповых, получив облик, отвечающий классицистическим традициям. Юго-западный придел был перенесен на новое место, таким образом церковь обрела симметричную композицию. Крытые паперти были расширены. Ряды кокошников, создающие проблемы при эксплуатации здания, сменились кровлями в четыре ската. Окна были увеличены в размерах. С запада от храма в 1820-х годах была построена колокольня в три яруса, завершенная шпилем.
В 1826 году у церкви с северной стороны была выстроена ограда из камня, украшенная мелкой галькой со святыми воротами и двумя деревянными башнями, увенчанными шпилями, повторяющие силуэт колокольни.
В 1919 году национализированная усадьба и храм были превращены в историко-художественный музей-заповедник. При проведении реставрационных работ в 1964—1965 годах для восстановления первоначального облика церкви колокольня была разобрана. Были восстановлены ряды кокошников на центральной части и северном приделе. Оконные проёмы были уменьшены. Интерьер церкви был утрачен в послереволюционные годы, иконостас не сохранился, стены были побелены.
У южной стены храма находится могила княжны Татьяны Николаевны Юсуповой (1868—1888), умершей от тифа. До 1936 года на плите стояла скульптура работы Марка Антокольского «Ангел молитвы», которую перенесли в павильон «Чайный домик», чтобы уберечь от неблагоприятного воздействия атмосферных осадков и перепадов температуры (подробней см.).
В настоящее время храм действующий. 

## Духовенство
- Николай Васильев Тропаревский (1811-1865) - 1857[2] до смерти
- Александр Николаев Тропаревский (ок. 1837-1890) - с 1865 до смерти, сын предыдущего[3]

Наши дни:
- Настоятель храма — священник Илия Борисович Ничипоров, профессор МГУ[4]